# Антон Чехов в филателии

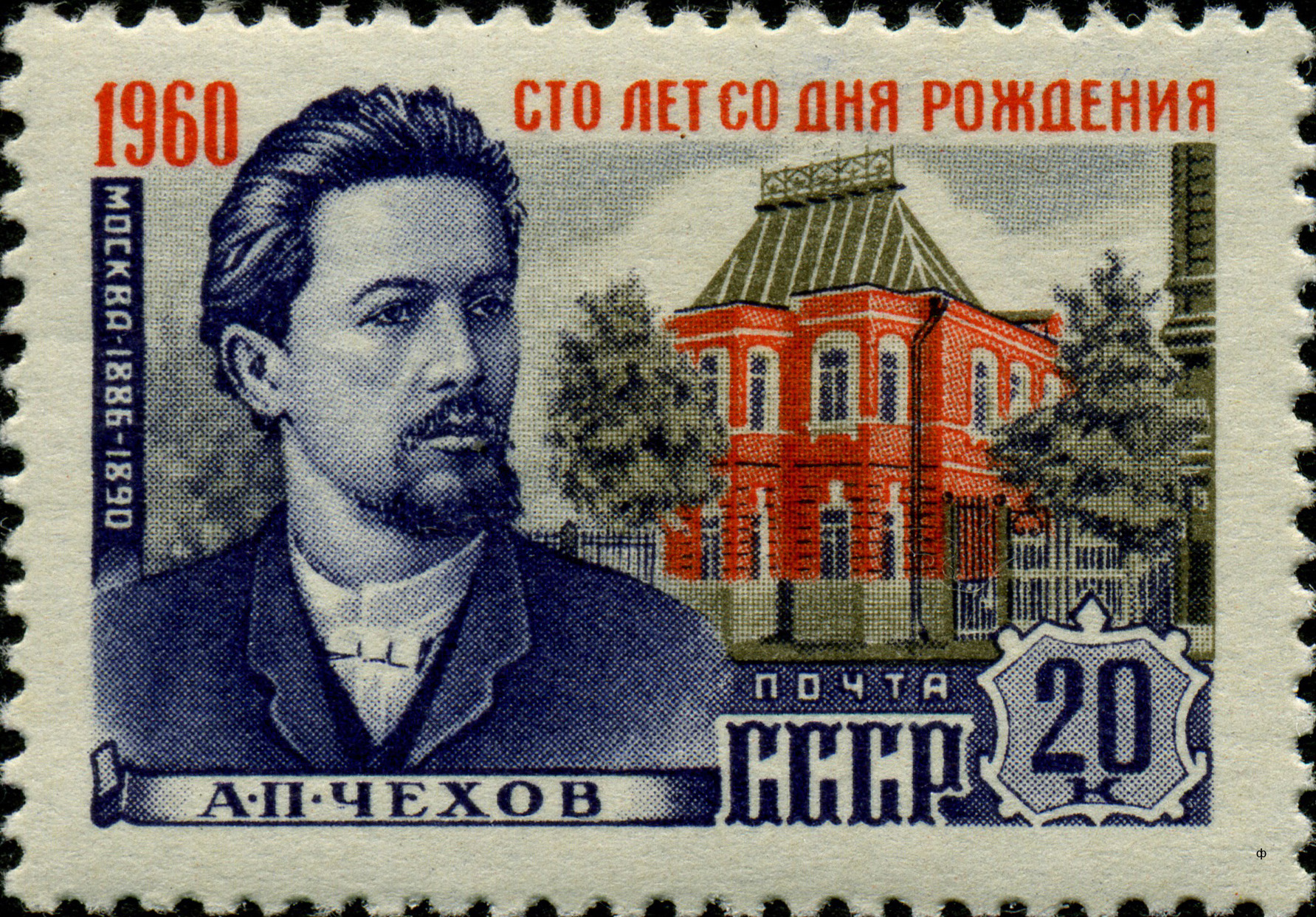
Марка СССР в честь 100-летия со дня рождения А. П. Чехова, 1960

Отображение А. П. Чехова в филатели́и представляет собой совокупность знаков почтовой оплаты и штемпелей, посвящённых русскому писателю А. П. Чехову (1860—1904) или связанных с ним. В память о Чехове выходили почтовые марки и другие филателистические материалы в Советском Союзе, России и девяти зарубежных странах (по состоянию на 2019 год).
К чеховской тематике в филателии относится коллекционный материал, выпущенный почтовыми администрациями стран мира в честь великого писателя, с его портретами, упоминанием его имени, литературных произведений, а также посвящённый местам, где он жил, работал или побывал, музеям А. П. Чехова (например, Государственному литературно-мемориальному музею-заповеднику А. П. Чехова) и организациям, носящим его имя (например, Московскому художественному театру имени А. П. Чехова).
Помимо почтовых марок, филателистический материал по чеховской теме включает также художественные маркированные конверты, почтовые карточки, картмаксимумы, спецгашения, конверты первого дня, целые вещи и календарные штемпели.
| Чеховские места в Таганроге на дореволюционных открытках Российской империи | Чеховские места в Таганроге на дореволюционных открытках Российской империи | Чеховские места в Таганроге на дореволюционных открытках Российской империи |
| --------------------------------------------------------------------------- | --------------------------------------------------------------------------- | --------------------------------------------------------------------------- |
|                                                                             |                                                                             |                                                                             |
| Вознесенский собор, где Антон Чехов был крещён 10 февраля 1860 года         | Мужская гимназия, которую закончил Антон Чехов                              | Музей имени А. П. Чехова (ныне городская библиотека имени А. П. Чехова)     |

## Чехов — филателист
А. П. Чехов хорошо известен как коллекционер почтовых марок. Коллекция собранных писателем марок содержит около 15 тысяч экземпляров и хранится в Доме-музее Чехова в Ялте. Её составляют знаки почтовой оплаты, снятые им с конвертов, и поэтому собрание Чехова включает много дубликатов.
Изучение чеховской коллекции проводилось сотрудниками Дома-музея. Она представляет собой 30 упаковок почтовых марок и 142 разрозненных почтовых знака, принадлежавших писателю. Сложенные в стопки марки Чехов связывал ниткой (подобным образом коллекционировал марки и Александр III). Многие десятилетия содержимое пачек, в соответствии с музейными правилами, оставалось необследованным. В одной из публикаций главный хранитель Дома-музея Ю. Н. Скобелев (1939—1999) даёт следующее описание коллекции:
После длительных колебаний и консультаций с музееведами было рассыпано несколько пачек и проведено попредметное описание марок в той последовательности, как их уложил А. П. Чехов. В упаковках оказались марки последней трети XIX — начала XX веков большинства стран Западной Европы, США, Канады, Японии, отдельных регионов Востока, Латинской Америки, Юго-Восточной Азии и Австралии. Подавляющую массу составляют стандартные почтовые знаки Российской империи. Фрагменты штемпелей донесли названия отделений связи и даты гашения марок. Самые поздние почтовые оттиски предшествовали отъезду Чехова из Ялты 1 мая 1904 года.
Работу по идентификации чеховских марок проводила старший научный сотрудник музея Марина Сосенкова, которая с 1997 по 1999 год разобрала около 1000 марок (из трёх пачек).
Хотя писателем была составлена и лично упакована большая и разнообразная по тем временам коллекция марок, сложно судить о Чехове как о состоявшемся филателисте. Его увлечение скорее было обусловлено личными качествами Чехова — любознательностью, приверженностью к систематизации знаний, аккуратностью — и позволяло ему отвлечься от жизненных неурядиц. Можно не сомневаться, что собирание марок было важной частью жизни Чехова и могло использоваться им в поиске сюжетов для своих произведений. В его записных книжках, например, найдена фраза: «Молодой человек собрал миллион марок, лёг на них и застрелился».
Известно также, что Чехов был причастен к организации почтово-телеграфного отделения на станции Лопасня (ныне город Чехов Московской области). Кроме того, в некоторых рассказах А. П. Чехова действие происходит в почтовом отделении или связано с почтой («В почтовом отделении», 1883; «Мой разговор с почтмейстером», 1886; «Почта», 1887).

## Выпуски СССР

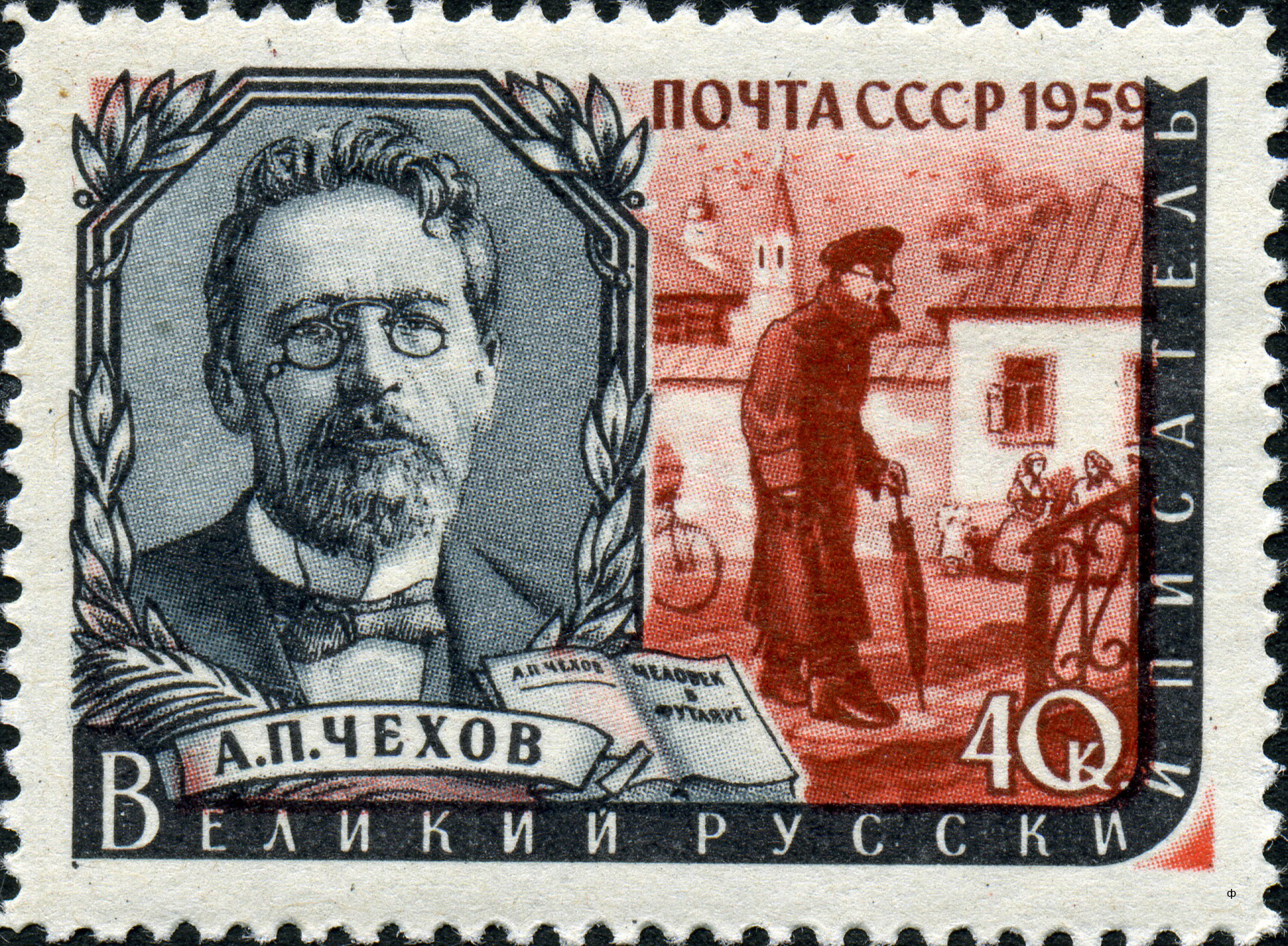
А. П. Чехов, рассказ «Человек в футляре». Марка СССР, 1959

Серия первых почтовых марок, посвящённых А. П. Чехову, была выпущена в СССР в феврале 1940 года к 80-летию со дня рождения писателя. На четырёх миниатюрах были изображены его портреты: на марках номиналом в 10 копеек (ЦФА [АО «Марка»] № 720) и 15 копеек (ЦФА [АО «Марка»] № 721) — по фотографии 1898 года, номиналом в 20 копеек (ЦФА [АО «Марка»] № 722) и 30 копеек (ЦФА [АО «Марка»] № 723) — по картине А. Иваницкого.
В Советском Союзе выходили другие марки в честь классика русской литературы:
- 1954 — 50 лет со дня смерти (ЦФА [АО «Марка»] № 1780)
- 1959 — А. П. Чехов, рассказ «Человек в футляре» (иллюстрация Кукрыниксов); из серии «Писатели» (ЦФА [АО «Марка»] № 2292)
- 1960—100 лет со дня рождения (ЦФА [АО «Марка»] № 2391—2392)

Среди многочисленных конвертов и других коллекционных материалов советского времени можно упомянуть, например, художественный маркированный конверт, выпущенный 10 октября 1959 года (№ 1067), с портретом прозаика работы художника А. И. Калашникова. Чеховской теме также посвящены односторонняя почтовая карточка с оригинальной маркой и специальные почтовые штемпели.

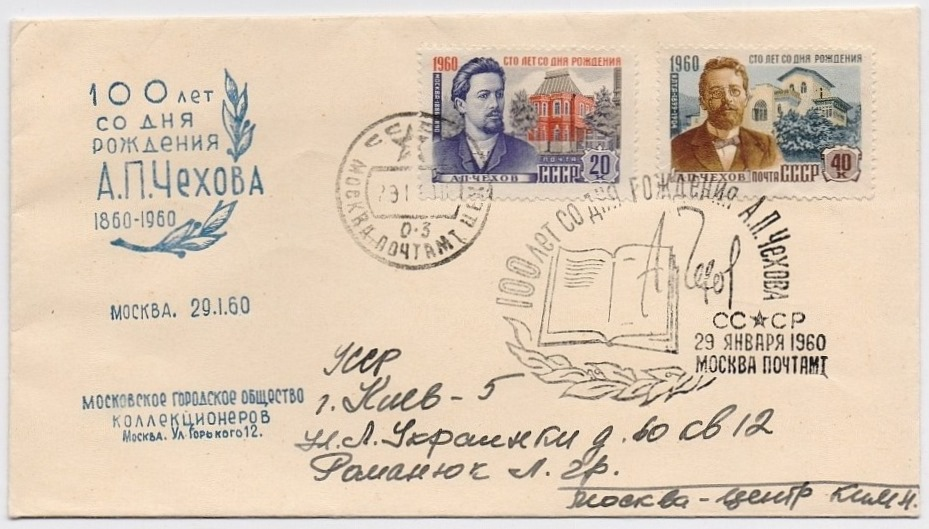
Клубный конверт Московского городского общества коллекционеров по случаю 100-й годовщины со дня рождения А. П. Чехова со спецгашением от 29 января 1960 года и юбилейными марками СССР 1960 года

## Выпуски России

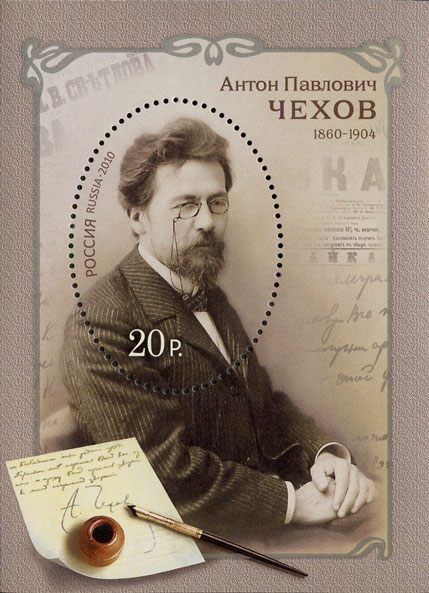
Россия (2010): почтовый блок к 150-летию со дня рождения А. П. Чехова

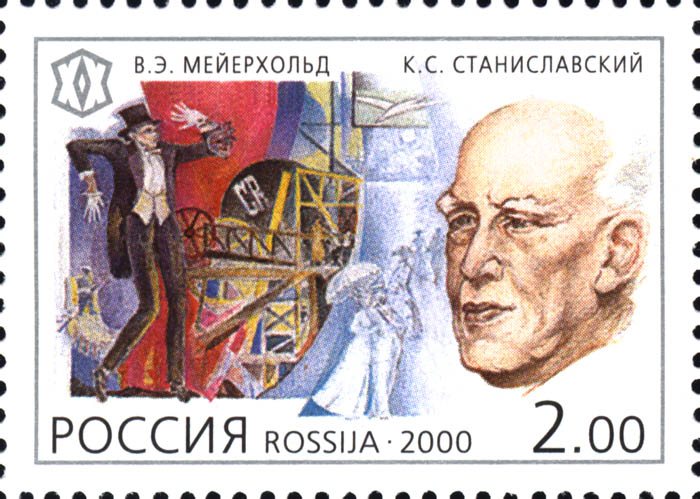
Сцена из пьесы «Чайка» (в центре) на марке России в честь Мейерхольда и Станиславского, 2000)

Сцена из спектакля Московского Художественного театра имени А. П. Чехова «Чайка» (пьеса Чехова, 1898) изображена на российской марке, посвящённой Мейерхольду и Станиславскому, из серии «Россия. XX век. Культура» (2000).
Издательско-торговым центром «Марка» издавались художественные маркированные конверты: «Таганрог. Памятник А. П. Чехову» (1996), «Таганрог. Центральная городская публичная библиотека имени А. П. Чехова» (1996), «Таганрог. Музей „Домик А. П. Чехова“» (1999) и другие.

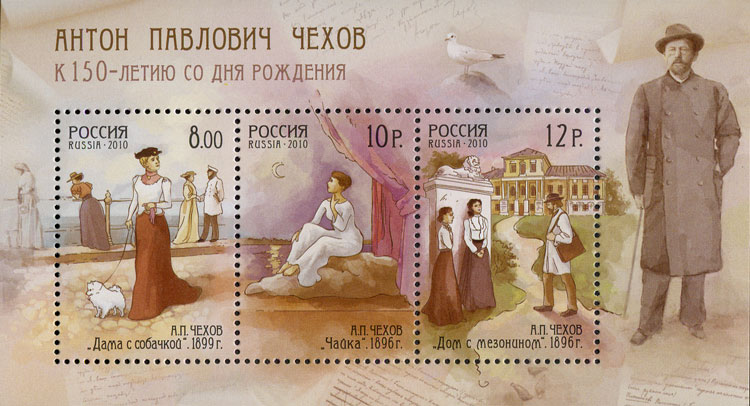
Россия (почтовый блок, 2010): произведения А. П. Чехова «Дама с собачкой», «Чайка» и «Дом с мезонином»

В связи со 140-летием со дня рождения великого писателя — земляка Таганрогское отделение Союза филателистов России совместно с Управлением культуры Администрации города подготовили две немаркированные почтовые карточки с изображением домика Чеховых и с репродукцией портрета Антона Павловича, находящегося в Литературном музее города и написанного по фотографии 1892 года.
В 2004 году выпущен постоянно действующий (переводной) специальный почтовый штемпель «Таганрог — родина А. П. Чехова» (№ 34ш-2004), который используется в Таганроге Ростовской области. Его автор — художник А. Бжеленко.
В 2010 году Почта России выпустила два почтовых блока, посвящённых 150-летию Чехова.

## Зарубежные выпуски
Почтовые марки, посвящённые А. П. Чехову, выходили в следующих иностранных государствах:
- Чехословакия — 1954 (Mi #871, 872; Sc #665, 666),
- Румыния — 1960 (Mi #1896; Sc #1346),
- Гамбия — 2001 (Mi #4159; Sc #2390f),
- Сан-Марино — 2004 (Mi #2171; Sc #1613),
- Монако — 2010[13] (Mi #2969; Yt #2715),
- Ватикан — 2010[14] (Mi #1681; Yt #1538),
- Абхазия — 2010
- Шри-Ланка — 2015 (Mi #2054; Yt #2001),
- Мальдивы — 2018 (Mi #7595).

Кроме того, в Белоруссии в 2001 году была выпущена односторонняя почтовая карточка с оригинальной маркой, на которой была запечатлена сцена из спектакля по чеховской пьесе «Три сестры» (Mi #Ganzsachen: PSo 16). На Украине в 2003 году был подготовлен художественный маркированный конверт с изображением памятника Антону Чехову в Ялте (№ 622), а в 2010 году вышел ещё один конверт — «Дом-музей А. П. Чехова „Белая дача“», с портретом писателя.

## Коллекционирование
Собирание марок и других филателистических материалов о Чехове может быть одним из самостоятельных направлений тематического коллекционирования или разделом коллекций, посвящённых русской и мировой литературе, писателям или врачам.
В январе 2000 года в Таганроге в выставочном зале Центральной городской публичной библиотеки имени А. П. Чехова экспонировалась филателистическая коллекция Г. Н. Орлова «А. П. Чехов: годы жизни и творчества». Геннадий Орлов является председателем Таганрогского отделения Союза филателистов России, и его коллекция не раз получала главные награды на всероссийских филателистических конкурсах. В 2004 году Орлов с успехом демонстрировал свою коллекцию в Баденвейлере (Германия) — городе, где Чехов провел свои последние дни, а в 2005 году — снова в Таганроге, в Центральной городской публичной библиотеке.
С 30 января по 31 мая 2019 года в Музее писем А. П. Чехова была открыта филателистическая выставка «Почтовая чеховиана». На ней были представлены многочисленные почтовые издания, связанные с А. П. Чеховым: иллюстрированные открытые письма и почтовые карточки, многие из которых вышли вскоре после смерти писателя (сюжетом открыток становились живописные портреты и фотографии писателя, видовые открытки, изображавшие чеховские места, «театральные открытки», сюжетом которых являлись сцены из спектаклей МХТ по пьесам А. П. Чехова); отечественные и зарубежные марки и марочные блоки; конверты с изображением портретов А. П. Чехова, места, связанные с пребыванием писателя: Таганрог, Москва, Мелихово, Сумы, Сахалин; юбилейные штемпели, экслибрисы. Часть экспонатов была представлена из фондов мелиховского музея, а дополняли выставку уникальные экземпляры, собранные чеховским коллекционером О. В. Муслаковым (который стал филателистом после посещения Музея писем А. П. Чехова).

Почтовые марки и конверты
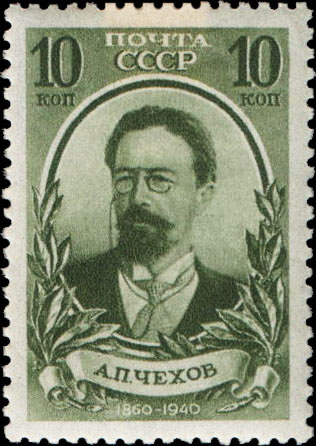
Почтовая марка СССР, 1940 год
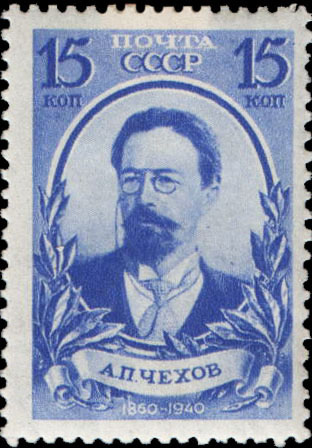
Почтовая марка СССР, 1940 год
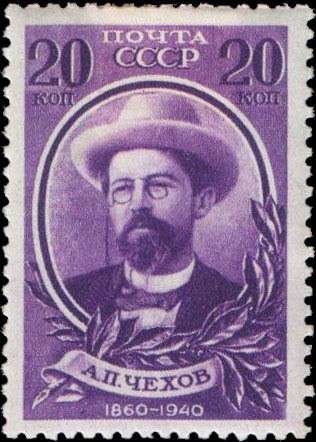
Почтовая марка СССР, 1940 год
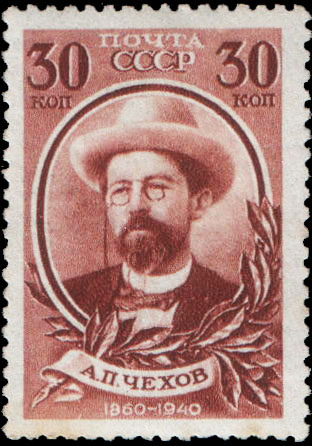
Почтовая марка СССР, 1940 год
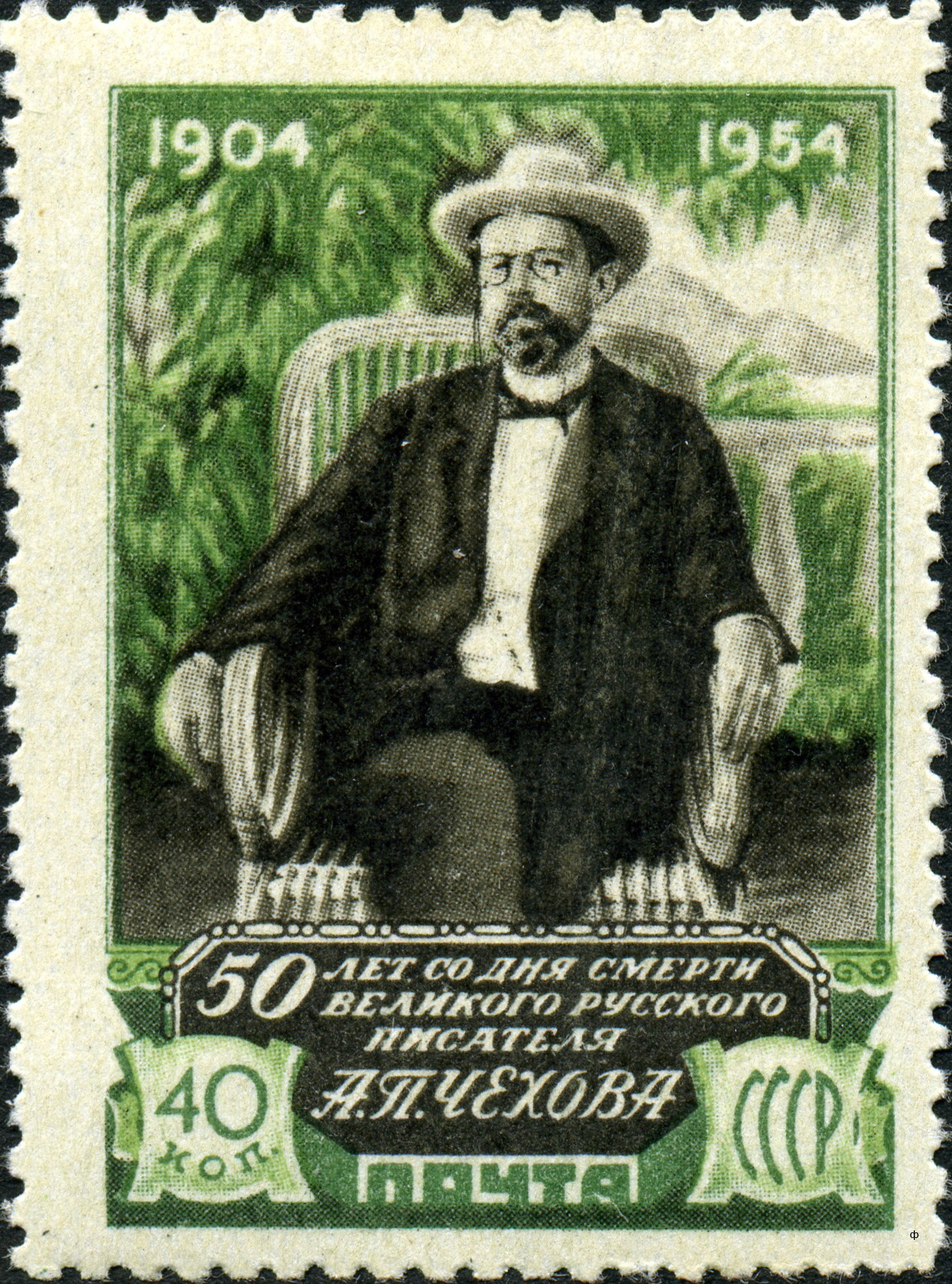
Почтовая марка СССР, 1954 год
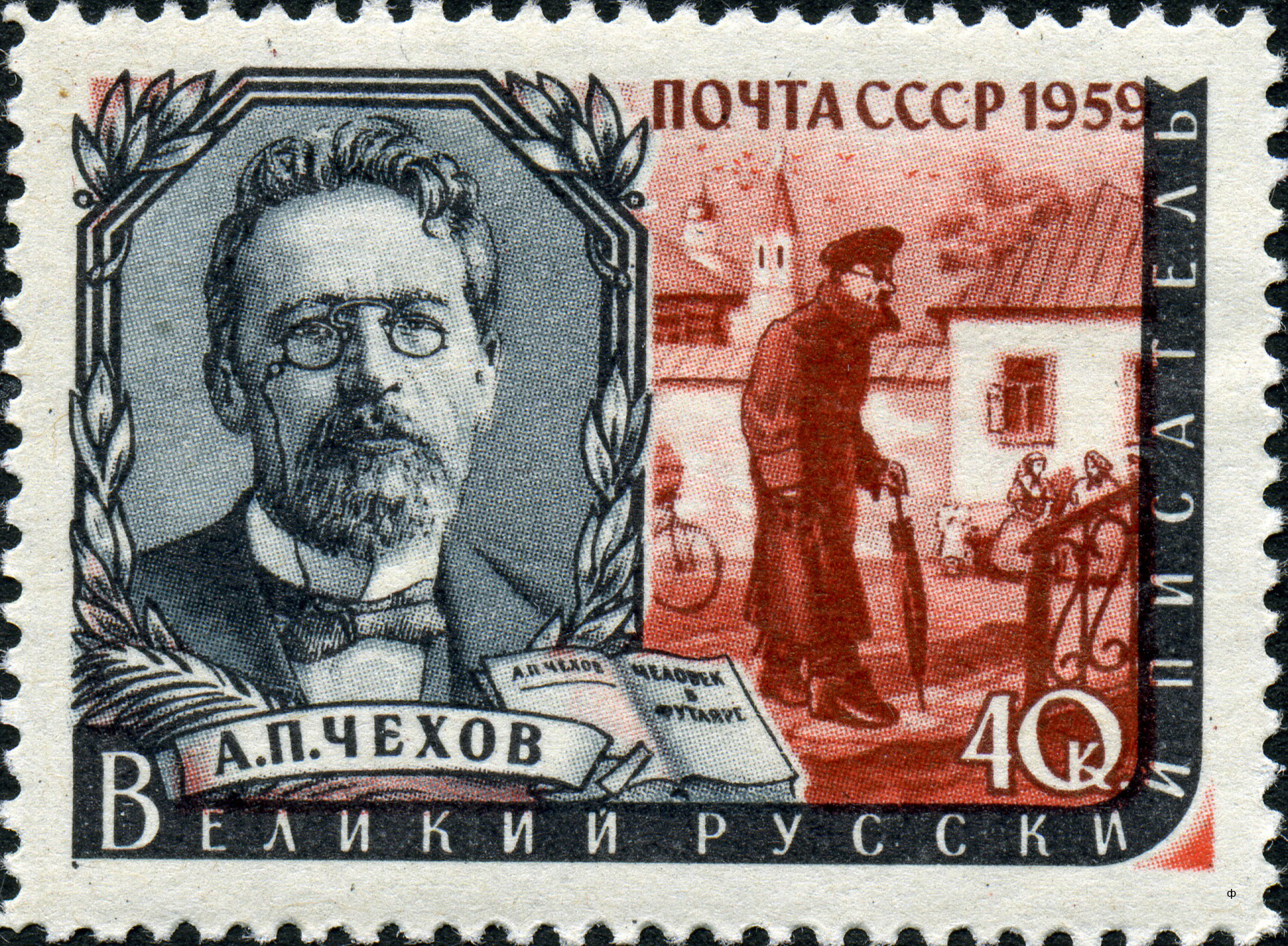
Почтовая марка СССР, 1959 год
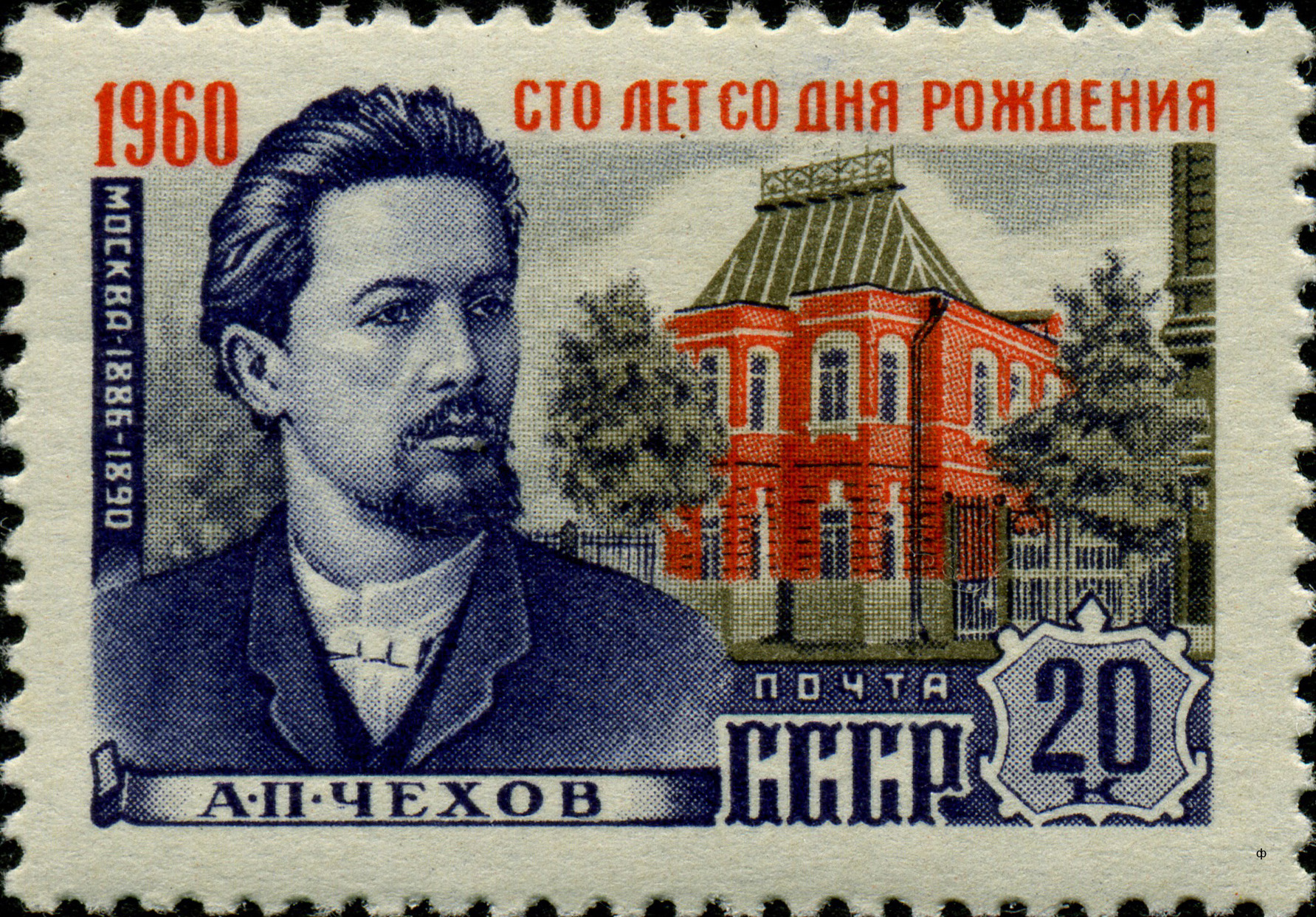
Почтовая марка СССР, 1960 год
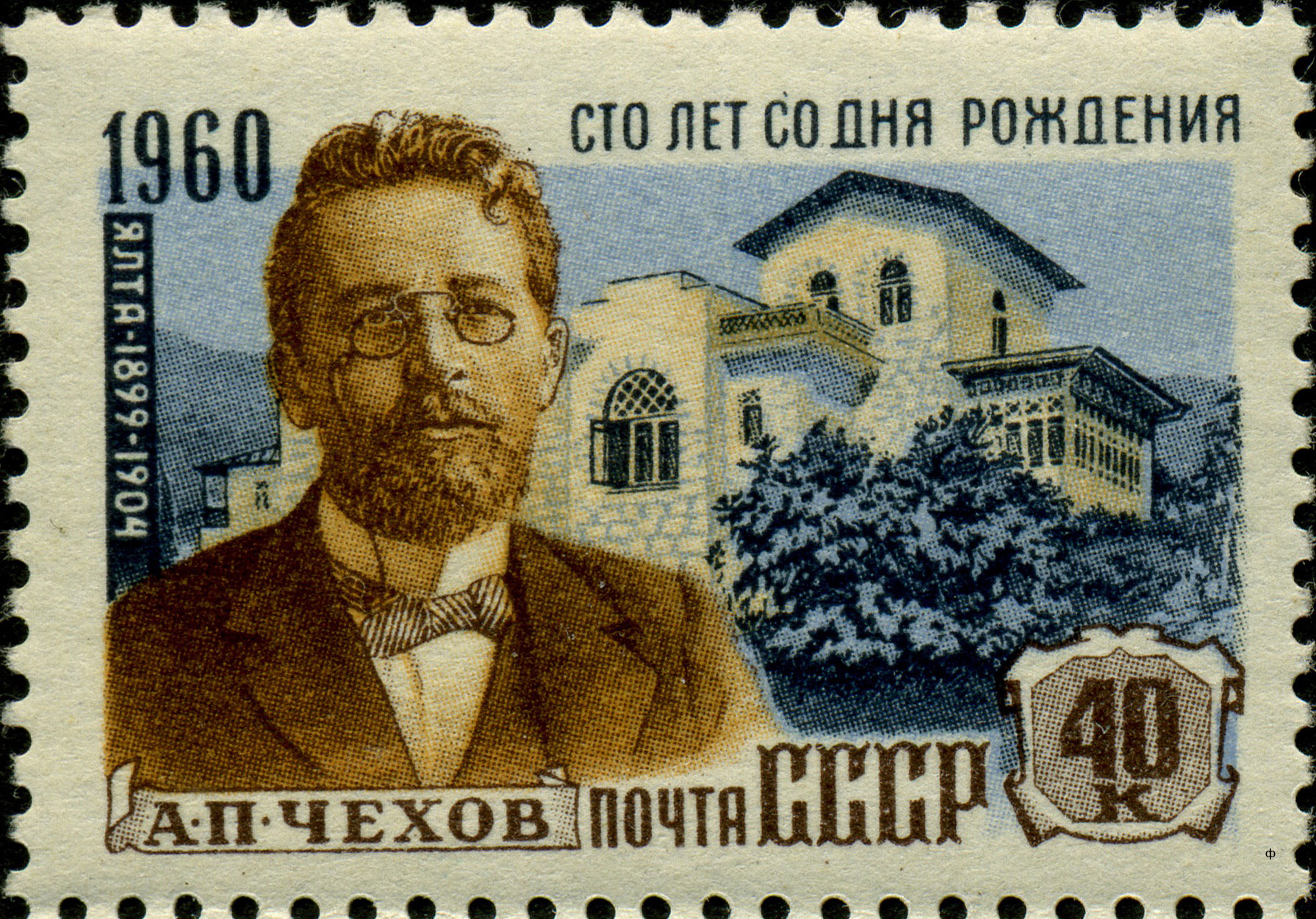
Почтовая марка СССР, 1960 год
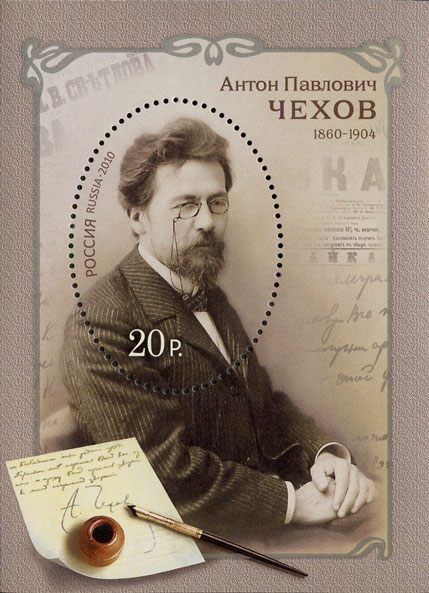
Почтовый блок России к 150-летию со дня рождения А. П. Чехова  (ЦФА [АО «Марка»] № 1388)
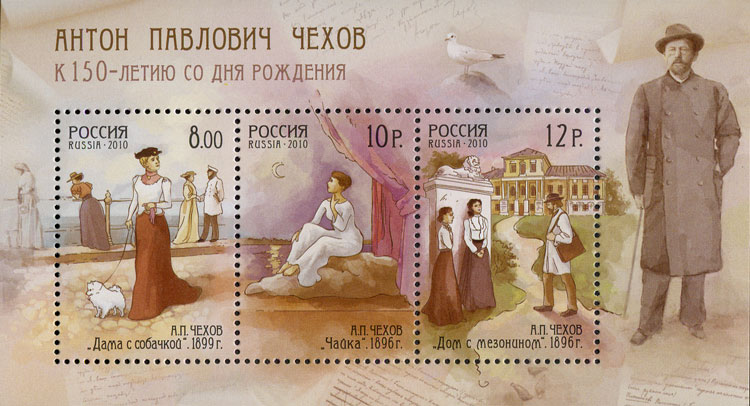
Почтовый блок России, 2010 год: произведения А. П. Чехова  (ЦФА [АО «Марка»] № 1389—1391)
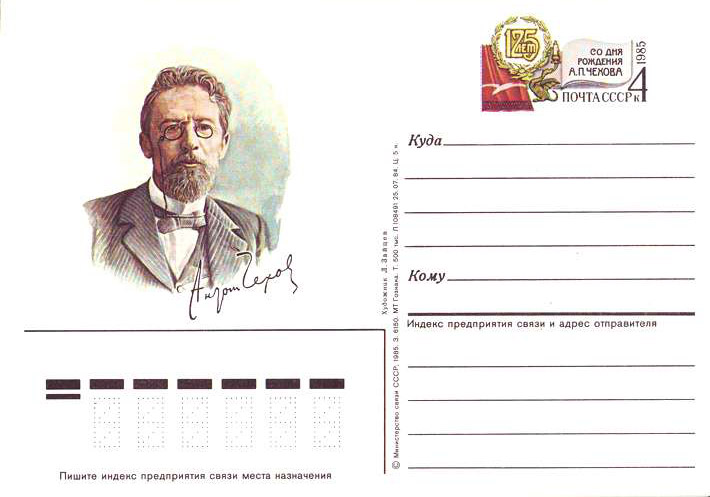
Почтовая карточка СССР, 1985 год
Почтовый конверт России, 2004 год